# Treadstone
Treadstone é um projeto secreto fictício criado pela CIA na trilogia de Robert Ludlum, The Bourne Identity, The Bourne Supremacy e The Bourne Ultimatum. É um programa de treinamento intenso para formar assassinos profissionais frios, calculistas e principalmente invisíveis para seus alvos. Exímios lutadores, excelentes poliglotas e intelectuais, são submetidos ao seu limite máximo de conhecimento, adaptação e superação de obstáculos. Jason Bourne (Matt Damon, no filme) era o número 1. Logo após segue-se com o programa Blackbrier e Outcome (resultado).